# Bohdan Mychajlytsjenko
Bohdan Mychajlytsjenko (Oekraïens: Богдан Васильович Михайличенко) (Boryspil, 21 maart 1997) is een Oekraïens voetballer die bij voorkeur als linksmidden speelt. In juli 2023 maakte hij de definitieve overstap van RSC Anderlecht naar Dinamo Zagreb.

## Clubcarrière
Mychajlytsjenko verruilde in 2010 Knyazha Schaslyve voor Dynamo Kiev. Op 8 april 2015 debuteerde hij in de bekercompetitie tegen Zorja Loehansk. Hij speelde de volledige wedstrijd, die Dynamo Kiev met 2–0 won na doelpunten van Younès Belhanda en Łukasz Teodorczyk. Op 24 mei 2015 debuteerde de linksmidden in de Oekraïense competitie tegen Karpaty Lviv. Hij viel na 87 minuten in voor Jeremain Lens.
Op 3 augustus 2020 tekende hij bij de Belgische recordkampioen RSC Anderlecht. Hij debuteerde in de tweede competitiewedstrijd als basisspeler in de thuiswedstrijd tegen Sint-Truidense VV. Tijdens de 41e minuut scoorde hij de openingstreffer.
In juli 2022 tekende Mychajlytsjenko een huurcontract bij Sjachtar Donetsk voor een jaar met aankoopoptie. In juli 2023 tekende hij bij Dinamo Zagreb.

## Clubstatistieken
| Seizoen         | Club             | Competitie      | Competitie | Competitie | Beker | Beker | Europees | Europees | Totaal | Totaal |
| Seizoen         | Club             | Competitie      | Wed.       | Dlp.       | Wed.  | Dlp.  | Wed.     | Dlp.     | Wed.   | Dlp.   |
| --------------- | ---------------- | --------------- | ---------- | ---------- | ----- | ----- | -------- | -------- | ------ | ------ |
| 2014/15         | Dynamo Kiev      | Premjer Liha    | 1          | 0          | 1     | 0     | 0        | 0        | 1      | 0      |
| 2015/16         | Dynamo Kiev      | Premjer Liha    | 0          | 0          | 0     | 0     | 0        | 0        | 0      | 0      |
| 2016/17         | Dynamo Kiev      | Premjer Liha    | 0          | 0          | 0     | 0     | 0        | 0        | 0      | 0      |
| 2017/18         | → Feniks Bucha   | Premjer Liha    | 16         | 0          | 2     | 0     | —        | —        | 18     | 0      |
| 2018/19         | → Zorya Lugansk  | Premjer Liha    | 21         | 0          | 3     | 0     | 4        | 0        | 28     | 0      |
| 2019/20         | Zorya Lugansk    | Premjer Liha    | 29         | 3          | 1     | 0     | 5        | 0        | 35     | 3      |
| 2020/21         | RSC Anderlecht   | Eerste klasse   | 23         | 1          | 4     | 0     | —        | —        | 27     | 1      |
| 2021/22         | RSC Anderlecht   | Eerste klasse   | 4          | 0          | 0     | 2     | 0        | 0        | 6      | 0      |
| 2022/23         | Sjachtar Donetsk | Premjer Liha    | 0          | 0          | 0     | 0     | 0        | 0        | 0      | 0      |
| 2023/24         | Sjachtar Donetsk | Premjer Liha    | 0          | 0          | 0     | 0     | 0        | 0        | 0      | 0      |
| Carrière totaal | Carrière totaal  | Carrière totaal | 94         | 4          | 11    | 2     | 9        | 0        | 114    | 4      |

Bijgewerkt op 5 mei 2021.

## Interlandcarrière
In 2014 debuteerde Mychajlytsjenko voor Oekraïne –19, waarmee hij in 2015 deelnam aan het Europees kampioenschap voor spelers onder 19 jaar. Mychajlytsjenko werd in mei 2024 door bondscoach Serhij Rebrov opgenomen in de Oekraïense selectie voor het EK 2024 in Duitsland. Oekraïne werd in de groepsfase uitgeschakeld na een nederlaag tegen Roemenië (3–0), een overwinning tegen Slowakije (1–2) en een gelijkspel tegen België (0–0). Mychajlytsjenko kwam op het toernooi niet in actie.